# Самари (пункт пропуску)
51°54′1″ пн. ш. 24°36′19.7″ сх. д. / 51.90028° пн. ш. 24.605472° сх. д.
Сама́ри — пункт пропуску через державний кордон України на кордоні з Білоруссю.
Розташований у Волинській області, Ратнівський район, поблизу села Козовата за 4 км від села Самари на автошляху місцевого значення (відгалуженні Т 0304). Із білоруського боку знаходиться пункт пропуску «Дзівін», Берестейська область, на автошляху місцевого значення у напрямку Дзівіна та Кобрина. Варто зазначити, що цей пункт пропуску (ППр) не працює у зв'язку з про епідемічними заходами. Найближчий діючий ППр знаходиться біля населеного пункту Малинове.
Вид пункту пропуску — автомобільний. Статус пункту пропуску — міждержавний.
Характер перевезень — пасажирський, вантажний.
Пункт пропуску «Самари» може здійснювати лише радіологічний, митний та прикордонний контроль.
Пункт пропуску «Самари» входить до складу митного посту «Доманово» Ягодинської митниці. Код пункту пропуску — 20508 11 00 (21).